# Troy University Arboretum
Das Troy University Arboretum, früher unter dem Namen „Troy State University Arboretum“ bekannt, ist ein 30 ha großes, öffentlich zugängliches Arboretum in der Nähe des Troy Campus der Troy University, der Universität von Troy, Alabama.

## Das Troy Arboretum
Das Arboretum untersteht dem Department of biological & environmental sciences des College of arts and sciences.
Es besitzt über 300 verschiedene Baumarten aus dem Südosten der Vereinigten Staaten und dem südlichen Alabama, der Wiregrass Region. Außerdem hat es einen weiteren 1,6 ha großen Teil inklusiv 4 km langem Naturpfad mit einem Bach und einem Teich, sowie das 10 km östlich von Troy gelegene kleinere „Pocosin Nature Preserve“, ein Sumpf-Naturschutzgebiet.
Das Lehr- und Forschungsprogramm des College wird ergänzt durch ein Herbarium.

## Das Troy Herbarium
Das 1954 gegründete Troy University Herbarium beherbergt über 35.000 Arten, überwiegend Gefäßpflanzen (Tracheophyta), dazu eine Sammlung von Moosen und Flechten aus dem Südosten der Vereinigten Staaten und dem südlichen Alabama. Der jährliche Neuzugang beträgt rund 3.000 Arten und gehört somit zu den kleineren regionalen Herbarien. Sämtliche Exemplare des Troy Herbarium sind mit Abbildungen in einer Datenbank erfasst.